# Frank Plumpton Ramsey
Frank Plumpton Ramsey (Cambridge, 22 de fevereiro de 1903 — Londres, 19 de janeiro de 1930) foi um matemático britânico. Fez importantes contribuições para a matemática, filosofia e economia. Amigo íntimo de Ludwig Wittgenstein e, como estudante de graduação, traduziu o Tractatus Logico-Philosophicus de Wittgenstein para o inglês. Ele também foi influente em persuadir Wittgenstein a retornar à filosofia e Cambridge. Como Wittgenstein, ele era um membro dos Apóstolos de Cambridge, a sociedade intelectual secreta, de 1921.

## Publicações (lista parcial)
- Ramsey, F.P. (1927). «Facts and Propositions» (PDF). Aristotelian Society Supplementary. 7: 153–170. doi:10.1093/aristoteliansupp/7.1.153
- Ramsey, F.P. (1928). «A Mathematical Theory of Saving». Economic Journal. 38 (152): 543–559. JSTOR 2224098. doi:10.2307/2224098
- Ramsey, F.P. (1927). «A Contribution to the Theory of Taxation». Economic Journal. 37 (145): 47–61. JSTOR 2222721. doi:10.2307/2222721
- Ramsey, F.P. (1929). «On a Problem in Formal Logic» (PDF). Proc. London Math. Soc. 30: 264–286. doi:10.1112/plms/s2-30.1.264
- Ramsey, F.P. (1931), The Foundations of Mathematics, and other Essays, (ed.) R. B. Braithwaite
- Ramsey, F.P. (1978) Foundations – Essays in Philosophy, Logic, Mathematics and Economics, (ed.) D.H. Mellor, Humanities Press,  LCCN 77-26864